# 日記才人
日記才人（にっきさいと）は、2001年から2007年にかけて存在したWeb日記のリンク集。
1996年6月1日からばうわうにより、日記猿人（にっきえんじん）の名称でWeb日記のポータルとして開始された。2001年1月1日には日記才人に名称が変更されて運営された。遠藤薫によると日記才人は代表的な日記リンクサイトであると述べている。天野彬は「検索エンジンもSNSもない当時、新しいサイトにたどり着くための主要な手段の一つがリンク集」であり、その「有名なところ」として日記猿人と日記才人を挙げている。

## 沿革
1996年ごろ、渋井哲也によるとウェブ日記はほとんど存在しておらず、タイトル、日付、内容などを簡素に記載しているサイトが多かったという。そんな1996年に「日記リンクサイト」の名称で開設される。サイトの開設は米国在住の2人など、有志数人によって行われた。同年7月、「日記猿人」の名称で再び開設。1997年12月、サイトの登録日記数が1000を突破。2000年12月には10000を超えていた。
2001年1月1日、「日記才人」に名称を変更。日記才人となってからは登録日記数は通算で16000を超え、2002年2月には累計で約17000を超えていた。
2016年4月1日に「Yahoo! JAPAN」が20周年を迎えたことを記念して展開された特設サイト「Yahoo! JAPAN 20周年」では、「インターネットの歴史 History of the Internet」が公開された。インターネットサービスの歴史を記したページで、日記猿人も「国内外の懐かしいサービス」のひとつとして紹介された。

## 特徴
日記猿人は日記リンクサイトであるため、登録されたサイトへのリンクがまとめられて貼られている。そのほか、「サイト訪問者たちが好感をもったサイトに投票する仕組み」があり、人気や面白さが可視化されていた。そのため、ヒットチャートのランキングで流行曲や多数が好む曲を見つけるような感覚と同様に、サイトを閲覧することで人気のあるウェブ日記を知ることが可能であった。読者にとって、参加型の投票制度は「民主的にランキングに関われる」というメリットがあった。
また、さまざまな個人日記サイトの系統がわかりやすくなっていた。リンク集に存在した日記のジャンルとしては、私生活の記録のほか、「種々の話題についての主張や随筆、詩、書評、他の日記作者への私信、他の日記の批評」などさまざまなものがあった。遠藤薫は本サイトのようなリンクサイトは「個人サイトの連結範囲を拡大し、さらに無数にある個人サイトの「人気」を定量的に可視化する効果をもたらした」と評している。
日記才人となってからも、投票制度や内容、地域、職業などでカテゴリを分類して日記をリンクする仕様であった。長崎ケーブルメディアのサイトのウェブ日記リンク集では、日記才人を掲載している。